# Fenuron
Fenuron ist eine chemische Verbindung aus der Gruppe der Phenylharnstoffe, die als Herbizid verwendet wird.

## Gewinnung und Darstellung
Fenuron kann durch Reaktion von Phenylisocyanat (aus Anilin und Phosgen) mit Dimethylamin gewonnen werden. Alternativ kann von Anilin und Harnstoff ausgegangen werden.

## Verwendung
Fenuron wurde zur Unkrautbekämpfung in Betarüben sowie verschiedenen Gemüse- und Zierpflanzenkulturen eingesetzt.

## Zulassung
Fenuron ist in der Europäischen Union nicht als Pflanzenschutzmittel zugelassen.